# Glyptosternon malaisei
Glyptosternon malaisei är en fiskart som beskrevs av Hialmar Rendahl och Vestergren, 1941. Glyptosternon malaisei ingår i släktet Glyptosternon och familjen Sisoridae. IUCN kategoriserar arten globalt som otillräckligt studerad. Inga underarter finns listade i Catalogue of Life.